# 3-я армия (Япония)
3-я армия (яп. 第3軍 Дай-сан гун) — воинское подразделение японской Императорской армии двух различных формирований.
Впервые сформирована во время русско-японской войны. С 1 мая 1904 года по 26 января 1906 года находилась под командованием генерала Ноги. На начальном этапе войны, её основной задачей была осада Порт-Артура. После капитуляции крепости, армия была направлена на север, и сыграла решающую роль в последующем наступлении на Мукден. Расформирована в конце войны.
Второе формирование состоялось 13 января 1938 года в Маньчжоу-го, 3-я армия предназначалась для охраны восточных границ от возможных действий РККА.
В июле 1942 года армия была подчинена 1-му фронту. По мере ухудшения обстановки в Юго-Восточной Азии, наиболее опытные части и большая часть снаряжения 3-й армии были переданы в другие подразделения.
Во время Маньчжурской операции плохо обученные и недостаточно оснащённые войска 3-й армии не смогли противостоять опытным частям РККА, и она была вынуждена отступать из провинции Гирин к границе с Кореей, капитулировав в конце войны в районах Яньцзи и Хуньчунь (ныне часть Яньбянь-Корейского автономного округа на северо-востоке Китая).

### Командующие
|   | Имя                                | От               | До               |
| - | ---------------------------------- | ---------------- | ---------------- |
| 1 | Генерал Ноги Марэсукэ              | Август 1904      | Январь 1906      |
| 2 | Генерал Отодзо Ямада               | 13 Января 1938   | 10 Декабря 1938  |
| 3 | Генерал Хаяо Тада                  | 10 Декабря 1938  | 12 Сентября 1939 |
| 4 | Генерал Камео Суетака              | 12 Сентября 1939 | 1 Марта 1941     |
| 5 | Генерал Масакадзу Кавабэ           | 1 Марта 1941     | 17 Августа 1942  |
| 6 | Генерал-лейтенант Эйтаро Утияма    | 17 Августа 1942  | 7 Февраля 1944   |
| 7 | Генерал-лейтенант Хироси Нэмото    | 7 Февраля 1944   | 22 Ноября 1944   |
| 8 | Генерал-лейтенант Мураками Кейсаку | 22 Ноября 1944   | Сентябрь 1945    |